# Marcha de la Victoria
La Marcha de la Victoria fue una manifestación popular llevada a cabo el día 2 de abril de 1964 en la ciudad de Río de Janeiro, con cerca de un millón de personas. La manifestación, patrocinada y financiada por el Instituto de Pesquisas e Estudos Sociais (IPS) y por los políticos Magalhães Pinto, gobernador del estado de Minas Gerais y Carlos Lacerda, gobernador, saludó el nuevo régimen que estaba asumiendo el poder.
La manifestación fue precedida por la gran "Marcha de la Familia con Dios por la Libertad", que se llevó a cabo unas semanas antes por varias capitales brasileñas, abriendo una gran brecha social en el país y denunciando a su presidente, João Goulart, alias Jango, impulsor de reformas de cuño progresista. 

## La Marcha de la Familia y el temor al avance comunista
Algunos sectores de la sociedad brasileña estaban alarmados por la deriva del Gobierno Jango. Conocían de primera mano las disputas ideológicas en que estaba inmerso el país. La salida comunista estaba más clara y los conservadores se echaron a la calle.
El temor por la pérdida de los derechos a la libertad que lo Brasil democrático tenía ya en aquella época, acabó por movilizar no solamente la sociedad conservadora, sino al pueblo en general. Panfletos titulados "Manifiesto al Pueblo de Brasil", demostraban que los cambios introducidos por el presidente João Goulart podrían llevar el país al comunismo.
Fue una forma intencionalmente usada para mostrar a los comunistas que, en caso de tentativa de golpe "rojo" (donde indicios indicaban la posibilidad de ocurrir antes del fin del mandato de João Goulart), la población resistiría. La Marcha de la Familia se llevó a efecto prácticamente en todas las capitales del país, aún después de la intervención militar, y por eso, muchos pasaron a llamarla de "Marcha de la Victoria".

## La convocatoria de la población
La convocatoria a la población fue ampliamente difundida por los medios de comunicación social de la época, la mayoría privados, es decir, no controlados por el Gobierno Jango. La radio hizo un gran alarde de fuerza, así como otros medios de comunicación de la época, sobre todo después del discurso reformista de João Goulart. Los militares sabían muy bien que manifestaciones de este tipo podían ayudar a que hubiera otras aún mayores, si la masa de la población se unía y se movilizaba contra un régimen caduco. Además de eso, los conflictos seguros entre derecha e izquierda en esas marchas podrían aceleran un enfrentamiento todavía incipiente.
Así, la tentación gubernamental fue la prohibición de tales marchas, intentando mantener el orden y evitando posibles enfrentamientos sociales, aunque tales marchas fueran de apoyo a una intervención militar que acabó siendo una realidad.

## El fin de las manifestaciones y de las reuniones públicas
Con el Golpe militar de 1964, una de las primeras providencias fue acabar con cualquier manifestación pública, tanto a favor como en contra del movimiento dictatorial. Había una posibilidad real de enfrentamiento entre los dos sectores enfrentados e irreconciliables, los dos grupos de dominio político-ideológico de la época: el movimiento de izquierda y la derecha conservadora.
Estas fueron las últimas manifestaciones públicas legales masivas que se celebraron en Brasil. Durante 20 años imperó el puño de hierro de la nueva dictadura. Solo la manifestación conocida como Diretas-ja fue secundada nuevamente por una masa enfervorecida contra el régimen, ahora en fase de distensión lenta y gradual, conforme a la doctrina del general Ernesto Geisel.